# Yuhua (socken i Kina)
Yuhua (kinesiska: 鱼化乡, 鱼化) är en socken i Kina. Den ligger i provinsen Sichuan, i den sydvästra delen av landet, omkring 350 kilometer sydost om provinshuvudstaden Chengdu. Antalet invånare är 24 209. Befolkningen består av 12 058 kvinnor och 12 151 män. Barn under 15 år utgör 30 %, vuxna 15-64 år 62 %, och äldre över 65 år 7,0 %.
Genomsnittlig årsnederbörd är 1 190 millimeter. Den regnigaste månaden är maj, med i genomsnitt 204 mm nederbörd, och den torraste är januari, med 20 mm nederbörd.